# Страдание (православие)
Страдание (скорбь, болезненность, страсть). Понятие страдания является весьма важным в православном учении о спасении. Ещё апостол Павел поучал:

многими скорбями надлежит нам войти в Царствие Божие.
— Деян. 14:22
Через страдание  Господь учит верующего и очищает душу и тело его от грехов для того, чтобы сделать всего человека праведным (Евр. 12:4–13). И хотя праведность даруется Богом человеку втуне, по вере (Рим. 4:3), но со стороны человека для принятия этой праведности требуются дела веры или терпеливое перенесение страданий.

## Страдание в православномбогословии
(По «Точному изложению Православной Веры» преподобного Иоанна Дамаскина, Книга 2, Глава 22) — Прежде всего страдание противопоставляется действию:
1. Страдание есть движение в одном предмете, производимое другим предметом. Действие есть самодеятельное движение.
2. Действие есть движение, согласное с природою, страдание же — движение, противное природе.

Различают страдания телесные (болезни и раны) и душевные (гнев и похоть).
Отмечается, что не страдание болезненно, но ощущение страдательного состояния. А чтобы такое ощущение имело место, страдание должно быть заслуживающим внимания, т.е. значительным по силе.

## Страсти (страдания)Иисуса Христа
По православному вероучению Своими страданиями на кресте и смертью Христос искупил весь род человеческий от греха и вечной смерти. Теперь любой человек, если привьёт крест своих страданий к кресту Христову, может наследовать вечную жизнь.

## Злострадание в монашестве
Хотя, по православному учению, для достижения спасения достаточно с благодарением претерпевать невольные скорби, находящие на человека, но монашествующие для достижения больших ступеней христианского совершенства накладывают на себя произвольные скорби. Эти скорби: болезненный пост, бдение, молитва, смирение, девство, послушание, нищета и прочее. Богословская основа такого поведения — противопоставление ветхого, плотского, человека — духовному (2Кор. 4:16). Соответственно, при умерщвлении плоти и порабощении её духу можно достичь высших духовных состояний, что и является целью монашества.

## Первопричина и неизбежность страданий в этом мире
История этого мира началась с грехопадения прародителей человечества — Адама и Евы — вкусивших плода от запрещенного дерева. В результате этого греха женщины были осуждены на болезненные роды, была проклята земля, а человек осужден на болезненное возделывание этой земли, произращающей терния и волчцы (Быт. 3:16–24). Также люди были изгнаны из Рая и осуждены на смерть. Изгнание из Рая, как понимают некоторые, это есть отчуждение человека от Бога и отсечение от Богообщения, что является в точном смысле смертью души и величайшим страданием для человека. Это Богообщение было восстановлено Христом, который, после конца мира, отрёт всякую слезу с очей их (Откр. 21:4, Откр. 7:17).

## Вечные страдания
По учению Православной Церкви, нераскаянных грешников после их телесной смерти ожидают вечные страдания в аду.